# Lista de Membros Correspondentes da Academia Brasileira de Ciências Empossados em 1976
Esta lista contém os nomes dos membros correspondentes da Academia Brasileira de Ciências empossados em 1976. 
| Imagem | Nome                       | Datas de nascimento e falecimento | Local de nascimento    | Área de especialização | Alma mater                          | Data de posse       | Conhecido por                                                                               | Referências |
| ------ | -------------------------- | --------------------------------- | ---------------------- | ---------------------- | ----------------------------------- | ------------------- | ------------------------------------------------------------------------------------------- | ----------- |
|        | Sir Ghillean Tolmie Prance | 13 de julho de 1937               | Brandeston, Inglaterra | Ciências Biológicas    | Universidade de Oxford, Reino Unido | 13 de abril de 1976 | Diretor do Jardim Botânico Real inglês (1988-1999) Liderou expedição britânica no Amazonas. | [ 2 ]       |